# ابو دیابی
واسیریکی ابو دیابی (فرانسوی: Vassiriki Abou Diaby‎؛ زادهٔ ۱۱ مهٔ ۱۹۸۶)، بازیکن فوتبال پیشین اهل فرانسه است.
از باشگاه‌هایی که در آن بازی کرده‌است می‌توان به اوسر، آرسنال و مارسی اشاره کرد. وی همچنین ۱۶ بازی ملی هم برای تیم ملی فوتبال فرانسه انجام داده‌است. او در ۲۷ فوریه ۲۰۱۹ در سن ۳۲ سالگی از دنیا فوتبال خداحافظی کرد.